# 367 Amicitia
367 Amicitia è un asteroide della fascia principale del diametro medio di circa 19,13 km. Scoperto nel 1893, presenta un'orbita caratterizzata da un semiasse maggiore pari a 2,2193109 UA e da un'eccentricità di 0,0959804, inclinata di 2,94322° rispetto all'eclittica.
Il suo nome è dedicato all'amicizia.